# Valter Birsa
Valter Birsa, född 7 augusti 1986 i Šempeter pri Gorici, Jugoslavien, är en slovensk fotbollsspelare som spelar för den italienska Serie A-klubben Cagliari. Han har tidigare även representerat det slovenska landslaget.